# Beaumont-sur-Grosne
Beaumont-sur-Grosne là một xã ở tỉnh Saône-et-Loire trong vùng Bourgogne-Franche-Comté nước Pháp.
Sông Grosne chảy qua xã này.

## Thông tin nhân khẩu
Theo điều tra dân số năm 1999, xã này có dân số 269.
Con số ước tính năm 2005 là 302 người.